# Michail Efimovič Kol'cov
Michail Efimovič Kol'cov (Kiev, 1898 – 1940) è stato uno scrittore russo.
Viaggiatore instancabile, fu stretto collaboratore della rivista Pravda e autore delle opere Primavera spagnola (1933) e Diario spagnolo (1938).
Fu giustiziato nel 1940 per effetto delle Grandi Purghe.